# Ресурс (завод)
«Ресурс» — российское предприятие в городе Богородицке, специализирующееся на производстве чип-резисторов, углеродистых резисторов, а также постоянных непроволочных резисторов разных типов.

## История
Завод «Ресурс» был основан в 1965 году. С 1968 года на заводе было начато производство постоянных непроволочных углеродистых резисторов, в 1978 году было налажено производство постоянных непроволочных металлоплёночных резисторов. В 60-е годы «Ресурс» был крупнейшим производителем резисторов в Европе, его продукция экспортировалась в 50 стран.
В 1994 году завод был преобразован в открытое акционерное общество «Ресурс». В 2003 году было начато производство прецизионных резисторов типа С2-29. В 2008 году «Тульские известия» сообщали, что «Ресурс» остаётся ведущим производителем резисторов поверхностного монтажа в стране, обеспечивая своей продукцией 450 российских предприятий оборонного комплекса; резисторы производства завода «Ресурс» устанавливались также в автомобилях «АвтоВАЗ», «КамАЗ», «БелАЗ» и лицензионных автомашинах российской сборки. Было налажено и производство гражданской продукции: ресурсовская сушилка для обуви в 2005 году была включена в список ста лучших товаров России. В эти же годы происходило омоложение штата — средний возраст рабочих снизился с 45 до 38 лет; новые кадры готовил расположенный на территории завода техникум электронных приборов. Однако вывод «будущее у „Ресурса“ надежное», который делала корреспондент «Тульских известий», уже через несколько месяцев был поставлен под сомнение публикацией в другой областной газете — «Тульская правда». В этой статье сообщалось, что штат завода, в прежние времена насчитывавший более 5000 человек (в городе с общим населением 40 тысяч), сократился до 500, рабочая неделя урезана до трёх дней, а цеха арендуют под склады московские фирмы.
В 2012 году руководством завода совместно с корпорацией «Ростех» было принято решение о реконструкции; объём вложений должен был составить около 900 млн рублей, предусматривалось создание ста новых рабочих мест. В сентябре 2013 года на предприятие было завезено новое оборудование. Вскоре после этого состоялось торжественное открытие завода. Завершение совместного проекта с «Российской электроникой» (входящей в холдинг «Ростех») планировалось на 2015 год, а в дальнейшем был намечен совместный проект с министерством промышленности и торговли.
12 июня 2024 года, на фоне российского вторжения на Украину, завод попал в блокирующий санкционный список США против сектора оборонной промышленности, так как он поставляет резисторы российским военным заказчикам.